# Resolució 1833 del Consell de Seguretat de les Nacions Unides
La Resolució 1833 del Consell de Seguretat de les Nacions Unides fou adoptada per unanimitat el 22 de setembre de 2008. Reconeixent la necessitat de frenar el ressorgiment dels talibans i el tràfic d'estupefaents, alhora que es minimitzaven les pèrdues civils a l'Afganistan, el Consell va decidir estendre-hi el mandat de la Força Internacional d'Assistència i de Seguretat (ISAF) durant 12 mesos, fins al 13 d'octubre de 2009.
El Consell també va demanar als Estats membres que aportessin personal, equips i altres recursos a la ISAF i al Fons Fiduciari relacionat, alhora que encoratjava a la ISAF i als altres socis a accelerar el progrés en l'enfortiment del sector de la seguretat nacional afganès perquè pogués garantir l'estat de dret a tot el país.
Per la seva part, el representant de Líbia, tot i donar la benvinguda a la resolució, va expressar preocupació per la magnitud de les pèrdues civils, exhortant a la ISAF a protegir-los, i que no n'era excusa la lluita per derrotar el terrorisme.